# Station Marston Green
Marston Green is een spoorwegstation van National Rail in Marston Green, Solihull in Engeland. Het station is eigendom van Network Rail en wordt beheerd door West Midland Trains.